# Shamutdin Khan
Il principe Shamutdin Khan Tarkovskij indicato anche come Shamutdin Khan di Tarki, in russo Шамсутдин-Хан Тарковский? (Kafir-Kumukh, 1818 – Temir-Khan-Shura, 1874) è stato un generale e principe russo.
Fu l'ultimo Shamkhal di Tarki dal 1860 al 1867.

## Biografia
Shamsutdin-Khan nacque nel palazzo degli shamkhal a Kafir-Kumukh, figlio del principe Abu Muslim Khan Tarkovskij. Seguendo le orme del padre, iniziò la propria carriera nell'esercito imperiale russo nel 1851 quando venne arruolato come cadetto del reggimento dei cosacchi dello zar. Alla morte del padre nel 1860, gli succedette come shamkhal di Tarki.
Negli anni del suo regno perseguì la politica di avvicinamento alla Russia già promossa da suo padre e da suo zio prima di lui. Nel 1862 ottenne il grado di maggiore generale e l'anno successivo ottenne dallo zar Alessandro II il permesso di portare specifiche distinzioni per la sua uniforme militare, in quanto principe di un principato dell'impero. Nel periodo compreso tra il 1854 ed il 1859 prese parte alla guerra caucasica al fianco del padre nelle file dell'esercito russo. Dal 1866 si stabilì a vivere nella città di Temir-Khan-Shura. Il 1º agosto 1867 rinunciò volontariamente agli antichi diritti sul suo territorio a favore dell'impero russo che lo incorporò tra i propri possedimenti in maniera definitiva, pur ottenendo di poter portare a vita il titolo di shamkhal. Nel 1868, come segno di riconoscenza, lo zar lo nominò suo aiutante di campo.
Si sposò con Ummu-Kusum, figlia del maggiore generale Ahmed-Khan Mekhtulinsky, del suo stesso principato, dalla quale ebbe un figlio, Mehti-Khan (n. 1862), e una figlia Ekaterina.
Negli ultimi anni della sua vita, risiedette stabilmente nella sua tenuta di Temir-Khan-Shura dove morì nel 1874.